# رونان فارو
رونان فارو (بالإنجليزية: Ronan Farrow)‏ (مواليد 19 ديسمبر 1987 في نيويورك)، هو صحافي ومحامي أمريكي ومستشار سابق للحكومة الأمريكية، كما أنه ناشط مع حقوق المثليين. هو ابن كل من الممثلة مايا فارو والمخرج وودي آلن، ومن المحتمل أن يكون والده البيولوجي المغني فرانك سيناترا.

## وصلات خارجية
- رونان فارو على موقع IMDb (الإنجليزية)
- رونان فارو على موقع ميتاكريتيك (الإنجليزية)
- رونان فارو على موقع الموسوعة البريطانية (الإنجليزية)
- رونان فارو على موقع روتن توميتوز (الإنجليزية)
- رونان فارو على موقع مونزينجر (الألمانية)
- رونان فارو على موقع ألو سيني (الفرنسية)
- رونان فارو على موقع ميوزك برينز (الإنجليزية)
- رونان فارو على موقع تيرنر كلاسيك موفيز (الإنجليزية)
- رونان فارو على موقع أول موفي (الإنجليزية)
- رونان فارو على موقع قاعدة بيانات الفيلم (الإنجليزية)